# 140号線 (チェコ)
チェコ国鉄140号線、ホムトフ～ヘブ線（チェコ語;Železniční trať Chomutov–Cheb）の一部は、チェコ国鉄の鉄道線の名称である。
1870年から1873年にかけて、帝国特認ブシュティエフラド鉄道（ドイツ語: k.k. privilegierte Buschtehrader Eisenbahn, BEB）の路線として、ヘブ側から順次開業した。カルロヴィヴァリなど、チェコ西部への連絡輸送を担っている。

## 歴史

### ブシュティエフラド鉄道
1868年6月3日にこの路線の一部を含む三つの鉄道建設に関する免許はブシュティエフラド鉄道が獲得した。1870年11月19日にまずカールスバート（現在カルロヴィ・ヴァリ）- エーガー（現在ヘプ）間が開通された。プリースト（ブジェズノ） - カールスバート間はカーデン・ブルンナースドルフ（現在カダニ・プルネージョフ）の経由で1871年12月9日に貨物・旅客輸送向けに開通された。そのことでBEBのエーガー - プラハ間鉄道連結が完結した。1871年8月4日にBEBはコーモータウ（現在ホムトフ）- カーデン・ブルンナースドルフ間の建設権・運営権を獲得して、同年11月に工事が始まった。1873年3月1日にその区間が鉄道で連結されて、その以降帝国特認アウシヒ＝テプリッツ鉄道（k.k. privilegierte Aussig-Teplitzer Eisenbahn）本線の接続によりアウシヒ - エーガー間の列車通行が可能となった。
開通以降この路線はボヘミア北部で最も重要な鉄道路線として発展した。貨物輸送部門でファルケーナウ盆地（現在ソコロフ盆地）から石炭輸送列車は支配的に通行して、旅客輸送部門で観光客は主にカールスバートなど温泉街方面に列車を利用した。1900年に国際寝台車会社列車がパリ - カールスバート間で導入された。
第一次世界大戦の終戦とオーストリア＝ハンガリー帝国の解体以降、BEBはチェコスロバキアの私鉄となった。1923年1月1日付きにBEBが国有化されて、この路線はチェコスロバキア国鉄（Československé státní dráhy, ČSD）の路線網に組み入れられた。

### チェコスロバキア国鉄
1938年ナチスドイツのズデーテン占領によりこの路線はドイツ国営鉄道ドレスデン管理局に編入された。1944年の時刻表によれば、ジェチーン - ヘプ間が同じ路線番号でつながった。1945年4月に線路と施設物は連合軍より激しい爆撃を受けて、カルロヴィ・ヴァリとヘプの施設物は深刻な損傷を受けた。終戦後、この路線はČSDに復帰した。
1950年代末に温泉特急列車の運行が再開して、その後ベルリン・ライプチヒ方面に国際列車が通行した。1968年にヘプ - ソコロフ間の電車線が当時最新であった交流システム25 kV、50 Hzで備えられた。1978年ホムトプフ - クラーシュテレツ（オフジー）間が石炭採掘拡大のため山地の斜面上に直接移設された。1960年代にブジェズノ - カダニ・プルネージョフ間は廃止されて、プラハ方面の列車はホムトフ駅を経由せねばならない。ドゥビナ三角線は移設の過程で改めて建設された。
1983年に電車線はソコロフ - カルロヴィ・ヴァリ間に拡張されて、電気機関車が旅客運送向けに導入された。1989年12月に通例の3000 V直流システム電車線はホムトフ - カダニ・プルネージョフ間に備えられて、カルロヴィ・ヴァリ - カダニ・プルネージョフ間は非電化区間として残った。チェコスロバキアの政治的変革によりこの路線は1989年以降、貨物輸送の部門で漸次に重要となった。

## 運行形態

### 超特急「インターシティ(IC)」
- ペンドリーノ号：　カルロヴィヴァリ - ヘブ - オストラヴァ
一日1往復の運行。プラハ - カルロヴィヴァリの所要時間は約3時間半で、ウースチー経由のクルシノホル号と比べて7-8分長い。
2020年末に運行を開始した。

### 特急「リフリーク(R)」
- クルシノホル号：　プラハ～クラーシテレツ～ヘブ
2時間間隔で運行されている。ホムトフ以東は130号線に直通する。
2018年度は特別リフリーク(Rx)として運行していた。2019年以前は、平日早朝の東行1本が快速として運行していた（特急停車駅＋ノヴェー・セドロ、カルロヴィヴァリ - カダニ間各駅に停車。ホムトフ以東は特急）。

### 快速「スピェシニー(Sp)」
- ウースチー - ホムトフ - クラーシテレツ　【平日運行】
一日4往復運行される。130号線のウースチー・ナド・ラベムまで乗り入れる。
2020年春以前は、1往復がカルロヴィヴァリまで、西行片道1本がヘブまで運行していた。クラーシテレツ以西はほぼ各駅に停車していたが、コトヴィナは東行のみの停車であった。2023年度以前は一日2往復の運行であった。

- カルロヴィヴァリ - ヘブ - プルゼニ
2-4時間に1本の運行。ヘブ以南は170号線に直通する。フラヴノは一部のみが停車する。
過去の運行形態
2017年末に、平日の南行、片道1本のみ運行を開始した。フラヴノにも停車していた。
2019年末より、休日に北行片道1本が運行する様になった。
2021年夏より、上下ともとも2-4時間に1本の本数に増発された。
2024年度より、半数以上がフラヴノ通過となった。

- ツィクロ・オフルジェ号：　カルロヴィヴァリ - ヘブ　【夏季の土曜・休日運行】
一日1往復の運行。平日運行便と異なり、ソコロフとダスニツェ - ヘブ間の各駅に停車する。
2017年に運行を開始した。

### 普通
以下の系統に分かれる。
- カダニ - カルロヴィヴァリ
概ね2時間間隔間隔での運行だが、間隔は比較的ランダムで、午前中は平日4時間間隔が空くこともある。なお、カダニ - クラーシテレツ間は本数が多く、平日1時間、休日2時間間隔での運行となる。
2019年以前は、130号線のモストまで直通していた。2021年春以前は、休日の本数が少なく、概ね4時間に1本の運行で、午前中は6時間間隔が空いていた。

- カルロヴィヴァリ～ヘブ
午後を中心に、2時間に1本の運行。
2021年春以前は、1～2時間間隔で運行していて、午前中には4時間程度運行されない時間帯があった。2021年夏に多くが快速に格上げされた。

- カルルヴィヴァリ下駅 - カルロヴィヴァリ - ソコロフ - メールトイアー　【土曜・休日運行】　※GW Train Regioによる運行
一日2往復の運行。カルロヴィヴァリ以南は142号線に、ソコロフ以北は145号線に直通する。カルロヴィヴァリ - ソコロフ間ノンストップ。
2017年末に、特急リフリークとして運行を開始した。2018年末以降、普通に格下げとなった。

### 臨時列車
- マットニ・エクスプレス (快速) 
蒸気機関車。夏季の土曜日のみ、カルロヴィ・ヴァリ下駅 - カルロヴィ・ヴァリ駅 - ヴォイコヴィツェ - キセルカ間に一日1往復運行する。カルロヴィ・ヴァリ以西は142号線に、ヴォイコヴィツェ以東はキセルカ方面支線に直通する。なお、カルロヴィヴァリ - ヴォイコヴィツェ間ノンストップで運行する。

## 駅一覧
以下では、チェコ国鉄140号線の駅と営業キロ、停車列車、接続路線などを一覧表で示す。
- 種別
  - R：特急
  - Sp：快速
  - Os：普通
- 停車駅
  - ■印：全列車停車
  - ●印：一部通過
  - ○印：一部停車
  - ｜印：全列車通過

| 路線名 | 駅名                                 | 駅間営業キロ | 累計営業キロ     | 累計営業キロ     | IC | R  | Sp | Os | 接続路線                                                                                              | 所在地               | 所在地               |
| ------ | ------------------------------------ | ------------ | ---------------- | ---------------- | -- | -- | -- | -- | --- | -------------------- | -------------------- |
| 130    | ホムトフ駅                           | -            | プラハから 126.2 | ホムトフから 0.0 |    | ■  | ■  | ■  | 124号線（イルコフ方面、ジャテツ方面） 130号線（ウースチー方面）、137号線（クランツァール方面）        | ウースチー州         | ホムトフ郡           |
| 130    | マールコフ駅                         | 4.4          | 130.6            | 4.4              |    | ｜ | ｜ | ●  | | ウースチー州         | ホムトフ郡           |
| 140    | カダニ・プルネールジョフ駅           | 6.8          | 137.4            | 11.2             |    | ■  | ■  | ●  | 130号線（カダニ方面）                                                                                 | ウースチー州         | ホムトフ郡           |
| 140    | クラーシテレツ・ナド・オフルジー駅   | 6.9          | 144.3            | 18.1             |    | ■  | ■  | ■  | | ウースチー州         | ホムトフ郡           |
| 140    | コトヴィナ駅                         | 4.0          | 148.3            | 22.1             |    | ｜ |    | ●  | | ウースチー州         | ホムトフ郡           |
| 140    | ペルシテイン駅                       | 3.3          | 151.6            | 25.4             |    | ｜ |    | ■  | | ウースチー州         | ホムトフ郡           |
| 140    | ボチ駅                               | 3.2          | 154.8            | 28.6             |    | ｜ |    | ■  | | カルロヴィ・ヴァリ州 | カルロヴィ・ヴァリ郡 |
| 140    | ストラージ・ナド・オフルジー駅       | 3.1          | 157.9            | 31.7             |    | ｜ |    | ■  | | カルロヴィ・ヴァリ州 | カルロヴィ・ヴァリ郡 |
| 140    | ヴォイコヴィツェ・ナド・オフルジー駅 | 5.6          | 163.5            | 37.3             |    | ｜ |    | ■  | キセルカ方面                                                                                          | カルロヴィ・ヴァリ州 | カルロヴィ・ヴァリ郡 |
| 140    | オストロフ・ナド・オフルジー駅       | 6.3          | 169.8            | 43.6             |    | ■  |    | ■  | | カルロヴィ・ヴァリ州 | カルロヴィ・ヴァリ郡 |
| 140    | ハーイェク駅                         | 7.4          | 177.2            | 51.0             |    | ｜ |    | ■  | | カルロヴィ・ヴァリ州 | カルロヴィ・ヴァリ郡 |
| 140    | ダロヴィツェ駅                       | 5.3          | 182.5            | 56.3             |    | ｜ |    | ■  | 141号線（メルクリーン方面）                                                                           | カルロヴィ・ヴァリ州 | カルロヴィ・ヴァリ郡 |
| 140    | カルロヴィ・ヴァリ駅                 | 2.6          | 185.1            | 58.9             | ■  | ■  | ■  | ■  | 142号線（ヨハンゲオルゲンシュタット方面、下駅方面）                                                   | カルロヴィ・ヴァリ州 | カルロヴィ・ヴァリ郡 |
| 140    | カルロヴィ・ヴァリ・ドヴォリ駅       | 5.0          | 190.1            | 63.9             | ｜ | ｜ | ●  | ●  | | カルロヴィ・ヴァリ州 | カルロヴィ・ヴァリ郡 |
| 140    | ホドフ駅                             | 6.0          | 196.1            | 769.9            | ｜ | ■  | ●  | ●  | 144号線（ノヴァー・ロレ方面）                                                                         | カルロヴィ・ヴァリ州 | ソコロフ郡           |
| 140    | ノヴェー・セドロ・ウ・ロクテ駅       | 2.2          | 198.3            | 72.1             | ｜ | ｜ | ●  | ●  | 144号線（ロケット方面）                                                                               | カルロヴィ・ヴァリ州 | ソコロフ郡           |
| 140    | クラーロフスケー・ポルジーチー駅     | 7.0          | 205.3            | 79.1             | ｜ | ｜ | ●  | ●  | | カルロヴィ・ヴァリ州 | ソコロフ郡           |
| 140    | ソコロフ駅                           | 2.3          | 旧線経由 208.2   | 81.4             | ■  | ■  | ■  | ■  | 145号線（ファルケンシュタイン方面）                                                                   | カルロヴィ・ヴァリ州 | ソコロフ郡           |
| 140    | チチツェ駅                           | 3.5          | 211.7            | 84.9             | ｜ | ｜ | ●  | ■  | | カルロヴィ・ヴァリ州 | ソコロフ郡           |
| 140    | フラヴノ駅                           | 1.3          | 213.0            | 86.2             | ｜ | ｜ | ○  | ■  | | カルロヴィ・ヴァリ州 | ソコロフ郡           |
| 140    | ダスニツェ駅                         | 4.4          | 217.4            | 90.6             | ｜ | ｜ | ■  | ■  | | カルロヴィ・ヴァリ州 | ソコロフ郡           |
| 140    | キンシペルク・ナド・オフルジー駅     | 5.3          | 222.7            | 95.9             | ｜ | ■  | ■  | ■  | | カルロヴィ・ヴァリ州 | ソコロフ郡           |
| 140    | ネバニツェ駅                         | 3.3          | 226.0            | 99.2             | ｜ | ｜ | ■  | ■  | | カルロヴィ・ヴァリ州 | ヘブ郡               |
| 140    | トルシニツェ駅                       | 6.1          | 232.1            | 105.3            | ｜ | ｜ | ■  | ■  | 146号線（ルビ方面）                                                                                   | カルロヴィ・ヴァリ州 | ヘブ郡               |
| 140    | ヘブ駅                               | 5.2          | 237.3            | 110.5            | ■  | ■  | ■  | ■  | 147号線（ツヴィッカウ方面）、148号線（ホフ方面） 178号線（プラハ方面）、179号線（ニュルンベルク方面） | カルロヴィ・ヴァリ州 | ヘブ郡               |